# Elecciones presidenciales de Egipto de 2023
Las elecciones presidenciales de Egipto de 2023 se celebraron el entre el 10 y 12 de diciembre de 2023 para elegir al presidente de Egipto, siendo las cuartas elecciones generales desde el derrocamiento de Hosni Mubarak en 2011. El registro de candidatos se había efectuado entre de 5 y el 14 de octubre de este año, con cuatro candidatos aprobados para presentarse en el proceso electoral, incluido el actual presidente titular, el independiente Abdelfatah El-Sisi. Los expatriados egipcios votaron entre 1 al 3 de diciembre, arrancando el proceso.
El-Sisi, que inicialmente llegó al poder después del golpe de Estado egipcio de 2013, fue elegible para la reelección ya que los límites del mandato se ajustaron de cuatro a seis años por una enmienda constitucional en 2019, y técnicamente no habría servido como presidente durante más de un máximo de 12 años en el momento de las elecciones. Los otros tres candidatos no se consideraban rivales de peso, y se esperaba otra victoria aplastante del actual presidente, quien en los dos ciclos electorales anteriores, de 2014 y de 2018, se saldó con el 97 % de los votos.
Los comicios se celebraron en medio de una fuerte crisis económica (un déficit récord en la época post-Mobarak) y en el contexto de la guerra en Gaza, que no permitió protagonismo suficiente dentro del propio Egipto, además de ser relativamente ignoradas internacionalmente. Aunque el escrutinio de los votos aún no ha concluido (a 16 de diciembre), se espera otra victoria aplastante de El-Sisi, con alrededor del 90 % de los votos a su favor. Se evalúa una participación más elevada de la ciudadanía que en las dos elecciones anteriores, después de que al término de la segunda jornada se situó en el 45 %, según informaba la Autoridad Nacional Electoral (ANE).

## Antecedentes
El titular el-Sisi ganó las elecciones de 2018 con más del 97 % de los votos, y se enfrentó solo a la oposición nominal (un partidario a favor del gobierno, Moussa Mostafa Moussa) después de que a varias figuras de la oposición se le impidiera participar tras el arresto militar de Sami Anan, amenazas hechas a Ahmed Shafik con viejos cargos de corrupción y una supuesta cinta de sexo, y la retirada de Khaled Ali y Mohamed Anwar El-Sadat debido a los abrumadores obstáculos presentados, y las violaciones cometidas por el comité electoral.
Desde 2022, Egipto se encontraba en medio de una crisis económica, incluida una inflación récord que hizo que la libra egipcia perdiera casi la mitad de su valor de marzo de 2022 a enero de 2023 y una escasez de moneda extranjera, la última de las cuales fue impulsada en parte por la invasión rusa de Ucrania. Antes de la crisis, aproximadamente el 30 % de la población ya vivía por debajo de la línea de pobreza, con un 30 % adicional considerado vulnerable a la pobreza. Además, el proyecto de ley de deuda externa del país se triplicó en los diez años anteriores. Egipto había puesto a la venta varias empresas y participaciones estatales en un intento por recaudar dinero, y alrededor de la mitad del presupuesto de 2023/24 se asigna al servicio de la deuda. El FMI también ha solicitado que la libra egipcia pase a un tipo de cambio totalmente flotante para que se libere una ronda de préstamos. El gasto del gobierno en proyectos sin retorno de la inversión, como la Nueva Capital Administrativa, también fue culpado por contribuir a esto, además de un déficit comercial persistente y la continua influencia de los militares en los asuntos económicos.

## Sistema electoral
El presidente de Egipto es elegido utilizando el sistema de balotaje por un período de seis años, renovable una sola vez.
Un candidato puede obtener el respaldo de 20 parlamentarios o 25 000 votantes elegibles en al menos 15 gobernaciones para poder inscribirse.

## Candidatos
Los siguientes candidatos presentaron sus documentos de nominación y fueron aprobados como candidatos:
- Hazem Omar, presidente del Partido Popular Republicano[20] (ha recibido 44 respaldos de los parlamentarios,[21]  presentando la candidatura el 13 de octubre)[22]
- Abdelfatah El-Sisi, actual presidente de Egipto[23] (ha recibido más de 1 millón de avales de votantes y 424 respaldos de parlamentarios; presentó la candidatura el 7 de octubre)[24]
- Abdel-Sanad Yamama, presidente del Nuevo Partido Wafd[20] (ha recibido 22 respaldos de los parlamentarios,[17] presentando la candidatura el 9 de octubre)[25]
- Farid Zahran, presidente del Partido Socialdemócrata Egipcio[26] (ha recibido 28 respaldos de parlamentarios,[17] presentando la candidatura el 8 de octubre)[27]

Los siguientes candidatos habían declarado su intención de postularse, pero no presentaron sus documentos de nominación:
- Fouad Badrawi, exdiputado por el Nuevo Partido Wafd[28]
- Ahmed El-Fadaly, presidente del Partido Democrático por la Paz[29]

El 9 de noviembre se publicó la lista final de candidatos calificados.

## Críticas
Los críticos con el Gobierno egipcio calificaron las elecciones de «farsa» y denunciaron una supuesta represión hacia los opositores.
Algunas fuentes han denunciado irregularidades, desde sobornos y comida gratuita a facilidades en el proceso de votación. Según la agencia EFE, en algunos de los barrios más pobres de la capital egipcia, El Cairo, organizaciones afines a El-Sisi pagaban 200 libras egipcias (unos 6 euros) a residentes para que fueran a votar. Si bien, no hubo una exigencia explícita a que estas personas votaran por El-Sisi, se considera que tales incentivos sean inapropiados por influir en la intención de voto de las personas beneficiarias.

## Resultados
|  | 89.65 % |

|  | 4.49 % |

|  | 4.01 % |

|  | 1.86 % |

|  | 66.80 % |

|  | 33.20 % |